# Good Advice (televisieserie)
Good Advice is een Amerikaanse sitcom, die door CBS uitgezonden werd van 2 april 1993 tot 10 augustus 1994, met in de hoofdrollen Shelley Long en Treat Williams. Voor Shelley Long betekende dit de terugkeer naar het kleine scherm na haar vertrek bij Cheers.
Na het succes van het eerste seizoen verlengde CBS de serie voor een tweede seizoen, maar de productie werd stopgezet nadat Long ziek werd. De serie werd uiteindelijk geannuleerd nadat het tweede seizoen was afgelopen.

## Verhaal
Dr. Susan DeRuzza is een succesvolle huwelijkstherapeut en auteur van "Giving and Forgiving", een bestseller over dit onderwerp. Maar bij haar terugkeer van een zes weken durende promotietour vindt ze haar echtgenoot in bed met een andere vrouw en bovendien ontdekt ze dat ze voortaan haar kantoor moet delen met Jack Harold, een advocaat gespecialiseerd in echtscheidingen. Hoewel Susan en Jack het niet eens zijn over de basisprincipes van relaties, liefde of het huwelijk, is het enige wat ze wel gemeen hebben een onmiskenbare seksuele aantrekkingskracht.

## Rolverdeling
| Acteur               | Personage                      |
| -------------------- | ------------------------------ |
| Shelley Long         | Susan DeRuzza                  |
| Treat Williams       | Jack Harold                    |
| Christopher McDonald | Joey DeRuzza (seizoen 1)       |
| Peter Onorati        | Joey DeRuzza (seizoen 2)       |
| Ross Malinger        | Michael DeRuzza                |
| Kiersten Warren      | Lynn Casey                     |
| George Wyner         | Artie Cohen                    |
| Estelle Harris       | Ronnie Cohen (seizoen 1)       |
| Lightfield Lewis     | Sean Trombitas                 |
| Henriette Mantel     | Henriette Campbell (seizoen 2) |
| Teri Garr            | Paige Anderson (seizoen 2)     |

## Afleveringen

### Seizoen 1
1. Pilot
2. Jack of Hearts
3. Special Session
4. The Kiss
5. Sunshine on My Shoulder
6. Turning Thirteen

### Seizoen 2
1. The Big One
2. Two Times Twenty
3. Divorce, Egyptian Style
4. Roll Out the Barrel
5. Brother, Can You Spare a Date?
6. The Gay Divorcee
7. Making Out is Hard to Do
8. I'm Not Ready for My Closeup, Dr. DeRuzza
9. Bill's as Is
10. A Chance of Showers
11. I Am Woman, Hear Me Snore
12. Lights, Camera, Friction!
13. Desperately Using Susan